# Sokpettyes kolibri
A sokpettyes kolibri (Taphrospilus hypostictus) a madarak (Aves) osztályának a sarlósfecske-alakúak (Apodiformes) rendjéhez, ezen belül a kolibrifélék (Trochilidae) családjához tartozó Taphrospilus nem egyetlen faja.

## Rendszerezése
A fajt John Gould angol ornitológus írta le 1862-ben, az Aphantochroa nembe Aphantochroa hyposticta néven. Sorolták a Leucippus nembe is Leucippus hypostictus néven.

## Előfordulása
Az Andok lábánál, Bolívia, Ecuador, Peru és Brazília területén honos. A természetes élőhelye szubtrópusi vagy trópusi éghajlati övezetben lévő síkvidéki- és hegyi esőerdők.

## Megjelenése
Testhossza 12 centiméter, testtömege  6,7–9 gramm.
|  |

## Természetvédelmi helyzete
Az elterjedési területe nagy, egyedszáma pedig csökkenő. A Természetvédelmi Világszövetség Vörös listáján nem fenyegetett fajként szerepel.

## Külső hivatkozások
- Képek az interneten a fajról
- Internet Bird Collection
- Xeno-canto.org - a faj hangja és elterjedési területe